# 安瓦尔·艾哈迈德·布尼
安瓦尔·艾哈迈德·布尼（阿拉伯語：أنور البني，1959年—）为叙利亚人权律师，曾为利雅得·赛义夫服务，曾是库尔德示威者辩护律师。

## 生平
1959年，布尼出生在一个信仰基督教的家庭，他们家是左翼的支持者，持不同政见。布尼经常为持不同政见者捍卫权利，1981年，他在哈马被警察用火烧掉了胡子。布尼的大部分时间都用在替叙利亚的政治异议人士打官司上，而且常常是无偿援助，为此，他还卖掉了他的汽车和办公室。他是欧盟人权培训中心的成员，2006年，布尼被逮捕之后，培训中心遭到关闭。
2002年，布尼为大马士革之春被逮捕者阿里夫·达里拉辩护，用血迹斑斑的手帕作为证据，证明达里拉在监狱中遭到狱卒的殴打和虐待，后来，他被最高国家安全法院禁止法官和律师职务。
2006年5月，布尼因为签署《大马士革宣言》而被国家安全部队逮捕，因“散布虚假或夸张的新闻，可能会削弱民心士气，同时加入一个无执照的和外国紧密联系的政治协会，该协会是外国诋毁国家的机构”被判刑5年，同时因为没有执照罚款2000美元。美国总统乔治·W·布什在一次演讲中提到了他在叙利亚受到的不公正待遇。